# Leptophion unicalcaratus
Leptophion unicalcaratus är en stekelart som beskrevs av Ian D. Gauld 1977. Leptophion unicalcaratus ingår i släktet Leptophion och familjen brokparasitsteklar. Inga underarter finns listade i Catalogue of Life.